# Harriet Cross
Pour les articles homonymes, voir Cross.
Harriet Cross, née en 1990 ou en 1991 à Harrogate, est une personnalité politique britannique.

## Biographie
Harriet Cross naît à Harrogate et vit à West Cork (en) en Irlande d'où est originaire sa mère avant de s'installer dans l'Aberdeenshire.
En 2024, elle est élue députée.